# Banksia croajingolensis
Banksia croajingolensis là một loài thực vật có hoa trong họ Quắn hoa. Loài này được Molyneux & Forrester mô tả khoa học đầu tiên năm 2007.